# Amphoe Photharam
Amphoe Photharam (Thai: อำเภอโพธาราม) ist ein Landkreis (Amphoe – Verwaltungs-Distrikt) in der Provinz Ratchaburi. Die Provinz Ratchaburi liegt in der Zentralregion von Thailand. 

## Geographie
Benachbarte Bezirke (von Osten im Uhrzeigersinn): Amphoe Bang Phae, Damnoen Saduak, Mueang Ratchaburi und Chom Bueng der Provinz Ratchaburi, Amphoe Tha Muang der Provinz Kanchanaburi, Amphoe Ban Pong wiederum in der Provinz Ratchaburi sowie Amphoe Mueang Nakhon Pathom der Provinz Nakhon Pathom.
Die wichtigste Wasser-Ressource ist der Mae Nam Mae Klong (Mae-Klong-Fluss).

## Geschichte
Photharam war bereits im 19. Jahrhundert ein Distrikt (Kwaeng) der Müang Ratchaburi. Im Jahr 1836 wurde die Distriktverwaltung von der Mündung des Bang Tanod Kanals (Khlong Bang Tanod) auf das östliche Ufer des Mae Nam Mae Klong gegenüber dem Wat Chaloem At verlegt. Am 10. März 1952 wurde sie wiederum verlegt, und zwar an die heutige Position innerhalb der Stadt Photharam. 1839 bereiste der englische Missionar D. Richardson die Gegend und beschreibt einen großen Markt, auf dem Chinesen Gerichte mit Teeblättern und Leute aus den Bergen (siehe Bergvölker (Thailand)) Tamarinde in Kokosöl anboten. Siamesische, laotische und vietnamesische Fischer räucherten Fische an schattigen Unterständen, und am Ende des Ortes in Richtung Kanchanaburi standen Zuckerfabriken.

## Sehenswürdigkeiten

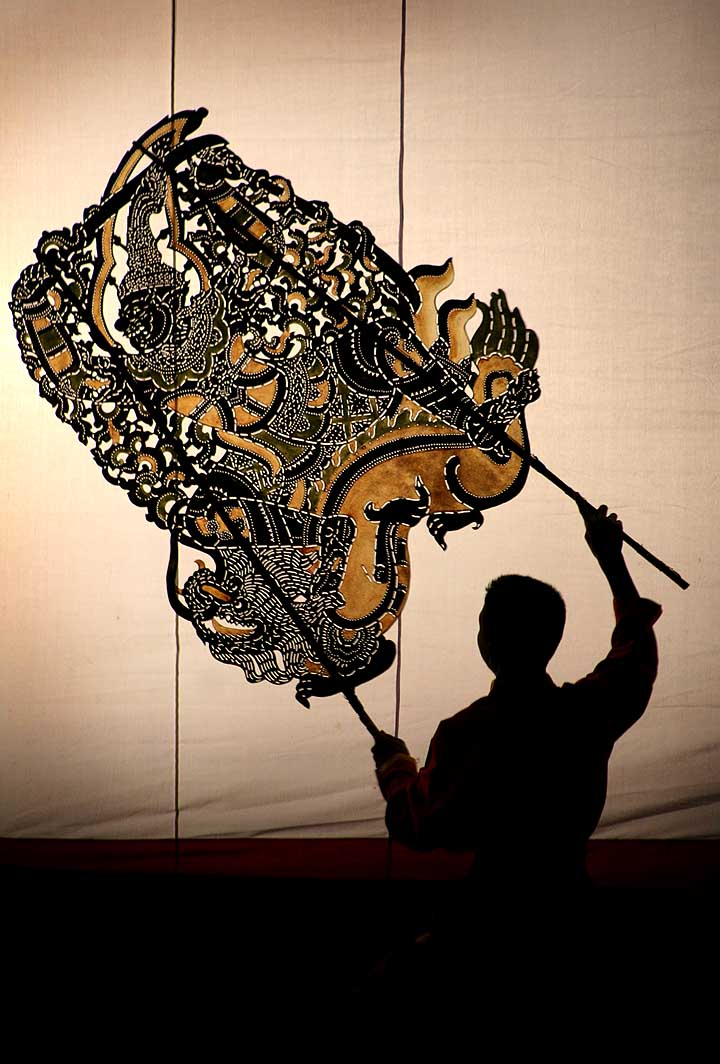
Nang Yai-Figur

- Wat Khongkharam (Thai: วัดคงคาราม) – sehr alte buddhistische Tempelanlage (Wat) am Ufer des Mae Klong mit sehenswerten alten Wandmalereien im Ubosot.
- Wat Khanon (Thai: วัดขนอน) – buddhistische Tempelanlage mit einem Museum für Figuren aus Rindshaut des höfischen thailändischen Schattenspiels Nang Yai (Thai: หนังใหญ่). Ab und zu finden hier auch Aufführungen statt.

## Verwaltung

### Provinzverwaltung
Der Landkreis Photharam ist in 19 Tambon („Unterbezirke“ oder „Gemeinden“) eingeteilt, die sich weiter in 156 Muban („Dörfer“) unterteilen.
| Nr. | Name           | Thai       | Muban | Einw.  |
| --- | -------------- | ---------- | ----- | ------ |
| 01. | Photharam      | โพธาราม    | -     | 09.642 |
| 02. | Don Krabueang  | ดอนกระเบื้อง | 06    | 04.061 |
| 03. | Nong Pho       | หนองโพ     | 10    | 06.764 |
| 04. | Ban Lueak      | บ้านเลือก    | 09    | 10.302 |
| 05. | Khlong Ta Khot | คลองตาคต   | 11    | 11.799 |
| 06. | Ban Khong      | บ้านฆ้อง     | 10    | 08.537 |
| 07. | Ban Sing       | บ้านสิงห์     | 12    | 12.062 |
| 08. | Don Sai        | ดอนทราย    | 09    | 07.271 |
| 09. | Chet Samian    | เจ็ดเสมียน   | 06    | 05.622 |
| 10. | Khlong Khoi    | คลองข่อย    | 08    | 04.804 |
| 11. | Chamrae        | ชำแระ      | 07    | 06.231 |
| 12. | Soi Fa         | สร้อยฟ้า     | 05    | 03.503 |
| 13. | Tha Chumphon   | ท่าชุมพล     | 09    | 06.994 |
| 14. | Bang Tanot     | บางโตนด    | 06    | 05.113 |
| 15. | Tao Pun        | เตาปูน      | 09    | 08.059 |
| 16. | Nang Kaeo      | นางแก้ว     | 09    | 05.321 |
| 17. | Thammasen      | ธรรมเสน    | 11    | 06.392 |
| 18. | Khao Cha-ngum  | เขาชะงุ้ม    | 12    | 09.142 |
| 19. | Nong Kwang     | หนองกวาง   | 07    | 03.942 |

### Lokalverwaltung
Es gibt eine Kommune mit „Stadt“-Status (Thesaban Mueang) im Landkreis:
- Photharam (Thai: เทศบาลเมืองโพธาราม) bestehend aus dem kompletten Tambon Photharam.

Es gibt acht Kommunen mit „Kleinstadt“-Status (Thesaban Tambon) im Landkreis:
- Khlong Ta Khot (Thai: เทศบาลตำบลคลองตาคต) bestehend aus dem kompletten Tambon Khlong Ta Khot.
- Khao Khwang (Thai: เทศบาลตำบลเขาขวาง) bestehend aus dem kompletten Tambon Nang Kaeo und den Teilen der Tambon Chamrae, Tao Pun, Khao Cha-ngum.
- Chet Samian (Thai: เทศบาลตำบลเจ็ดเสมียน) bestehend aus dem kompletten Tambon Chet Samian.
- Ban Lueak (Thai: เทศบาลตำบลบ้านเลือก) bestehend aus dem kompletten Tambon Ban Lueak.
- Nong Pho (Thai: เทศบาลตำบลหนองโพ) bestehend aus Teilen des Tambon Nong Pho.
- Ban Sing (Thai: เทศบาลตำบลบ้านสิงห์) bestehend aus dem kompletten Tambon Ban Sing.
- Ban Khong (Thai: เทศบาลตำบลบ้านฆ้อง) bestehend aus dem kompletten Tambon Ban Khong.
- Don Sai (Thai: เทศบาลตำบลดอนทราย) bestehend aus dem kompletten Tambon Don Sai.

Außerdem gibt es elf „Tambon-Verwaltungsorganisationen“ (องค์การบริหารส่วนตำบล – Tambon Administrative Organizations, TAO)
- Don Krabueang (Thai: องค์การบริหารส่วนตำบลดอนกระเบื้อง) bestehend aus dem kompletten Tambon Don Krabueang.
- Nong Pho (Thai: องค์การบริหารส่วนตำบลหนองโพ) bestehend aus Teilen des Tambon Nong Pho.
- Khlong Khoi (Thai: องค์การบริหารส่วนตำบลคลองข่อย) bestehend aus dem kompletten Tambon Khlong Khoi.
- Chamrae (Thai: องค์การบริหารส่วนตำบลชำแระ) bestehend aus Teilen des Tambon Chamrae.
- Soi Fa (Thai: องค์การบริหารส่วนตำบลสร้อยฟ้า) bestehend aus dem kompletten Tambon Soi Fa.
- Tha Chumphon (Thai: องค์การบริหารส่วนตำบลท่าชุมพล) bestehend aus dem kompletten Tambon Tha Chumphon.
- Bang Tanot (Thai: องค์การบริหารส่วนตำบลบางโตนด) bestehend aus dem kompletten Tambon Bang Tanot.
- Tao Pun (Thai: องค์การบริหารส่วนตำบลเตาปูน) bestehend aus Teilen des Tambon Tao Pun.
- Thammasen (Thai: องค์การบริหารส่วนตำบลธรรมเสน) bestehend aus dem kompletten Tambon Thammasen.
- Khao Cha-ngum (Thai: องค์การบริหารส่วนตำบลเขาชะงุ้ม) bestehend aus Teilen des Tambon Khao Cha-ngum.
- Nong Kwang (Thai: องค์การบริหารส่วนตำบลหนองกวาง) bestehend aus dem kompletten Tambon Nong Kwang.